# 10861 Ciske
10861 Ciske è un asteroide della fascia principale. Scoperto nel 1995, presenta un'orbita caratterizzata da un semiasse maggiore pari a 2,7145250 UA e da un'eccentricità di 0,2937908, inclinata di 9,01069° rispetto all'eclittica.